# Tình duyên sắp đặt, hôn nhân dối lừa
Jatt Ruk (tên tiếng Thái: จัดรัก วิวาห์ลวง, tên tiếng Việt: Tình duyên sắp đặt, hôn nhân dối lừa) là bộ phim truyền hình Thái Lan phát sóng vào năm 2015 trên kênh OneHD31. Phim với sự tham gia của Sukrit Wisedkaew, Nuengthida Sophon, Ornjira Larmwilai, Nat Thephussadin Na Ayutthaya, Utt Panichkul.

## Nội dung
Pat (Pang) là diễn viên nổi tiếng, còn Node (Bie) lại là một nghệ sĩ vẽ tranh biếm họa rất có tiếng. Sau ba năm hẹn hò, họ chính thức thông báo với mọi người bước tới ngưỡng cửa hôn nhân. Sau khi phát ngôn thông báo với truyền thông dư luận thì họ càng nổi tiếng hơn trước, nhiều công ty muốn mời họ làm đại diện cho nhãn hàng của họ, còn các nhà tổ chức sự kiện thì mong muốn có mặt họ trong sự kiện để sự kiện có thể thành công hơn.
Và rồi Pat chia tay với Node vì cô nàng để ý tới Mek (Nat), một gã công tử trong một gia đình giàu có. Nhưng với danh vọng hiện tại mà họ đạt được, họ không thể cho thiên hạ biết mối quan hệ đã rạn nứt này. Vì thế cả hai tiếp tục là tình nhân của nhau nhưng dưới danh nghĩa hôn nhân giả tạo. Đám cưới của họ diễn ra cũng chỉ mang tính chất cho có mà thôi.
June (Noona) là một người tổ chức sự kiện cho các lễ cưới, cô được giao cho việc lên kế hoạch tổ chức đám cưới cho cặp đôi nổi tiếng nhất của năm là Pat và Node. Sự đời đưa đẩy đã se duyên cho June và Node, nhưng vô tình cũng kéo theo Kim (Utt), sếp của June, vì anh đã yêu thầm June từ lâu mà không dám nói. Chuyện tình tay ba giữa Kim, June và Node rồi sẽ ra sao? Mối tình chỉ trên danh nghĩa của Node và Pat rồi có bại lộ hay không?

## Diễn viên
- Sukrit Wisedkaew as Note Punawaet
- Nuengthida Sophon as June
- Ornjira Larmwilai as Pat Panrawee
- Nat Thephussadin Na Ayutthaya as Mek Siliwatana
- Utt Panichkul as Kim
- Sakaojai Poolsawad as Viphavy
- Guntee Pitithan as Jack (em trai June)
- Arada Arayawut as Mabel (bạn gái Jack)
- Pavida Moriggi as Van (bạn June)
- Benchanat Aksonnantha as Nok (bạn June)
- Tum Suton as Thee Tik (bạn trai Nok)
- Penpak Sirikul as Ginggaew
- Krerk Chiller as DJ Pop
- Sikrintarn Plaithuan as Hani (trợ lý Pat)
- Prathana Banjongsang as Mae Tim (mẹ Note)
- Pongphan Petchbuntoon as Yo (anh trai Note)
- Joopjeep Chernyim as Jun (em trai Note)
- Natthaphat Kapilkarn as Paeng (em trai Note)

Khách mời
- Dilok Thongwattana as Alan
- Pollawat Manuprasert as Nipat
- Kittipong Pleumpridaporn as Aekpong
- Sotthibandhu Komeluecha
- Nattapong Promsing
- Suphamongkhon Manoch
- Pakakanya Charoenyos
- Chutharut Anusin
- Pornphan Rerkatakarn
- Warapairin Laphatsanitirot
- Lilly McGrath
- Phutanate Hongmanop
- Jespipat Tilapornputt (MC đám cưới)
- Pimmada Boriruksuppakorn (MC đám cưới)
- Phiyada Akkraseranee
- Vorakorn Sirison
- Jaruwat Cheawaram

## Ca khúc nhạc phim
- มันแปลว่ารัก / Mhan Plewa Ruk - Sukrit Wisedkaew
- ทั้งๆ ที่ควรห้ามใจ / Thang Thang Thee Kuan Ham Jai - Nuengthida Sophon
- หนึ่งนาทีที่ไม่เหลือใคร / Neung Nahtee Tee Mai Leua Krai - Gam Wichayanee, Silvy Pawida, Mook Nutnicha, Nat Nunlacha